# 蒙特马尔恰诺
蒙特马尔恰诺（義大利語：Montemarciano），是意大利安科纳省的一个市镇。总面积22.09平方公里，人口10234人，人口密度463.3人/平方公里（2009年）。ISTAT代码为042027。

## 友好城市
- 錫尼
- 法國 坎西苏塞纳尔
- 德国 赫恩基兴-锡格茨布伦